# Moron (Haití)
Moron (en criollo haitiano, Mowon) es una comuna de Haití, situada en el distrito de Jérémie, del departamento de Grand'Anse.

## Secciones
Está formado por las secciones de:
- Anote (también denominada 1º Tapion)
- Sources Chaudes (que abarca el barrio de Sources Chaudes)
- L'Assise (también denominada Chameau)

## Demografía
| Gráfica de evolución demográfica de Moron entre 2009 y 2015 |
|                                                             |

Los datos demográficos contemplados en este gráfico de la comuna de Moron son estimaciones que se han cogido de 2009 a 2015 de la página del Instituto Haitiano de Estadística e Informática (IHSI). 